# Frostbite Engine
Frostbite Engine е компютърен компилатор, изграден от EA DICE. Този компилатор е междуплатформен софтуер и произведените от него продукти работят върху Microsoft Windows, Xbox 360, Xbox One, PlayStation 3 и PlayStation 4.

## История
Компилаторът е бил създаден за серията видео игри Battlefield. На него са изградени и много други игри.